# Sonnenschein (Wipperfürth)

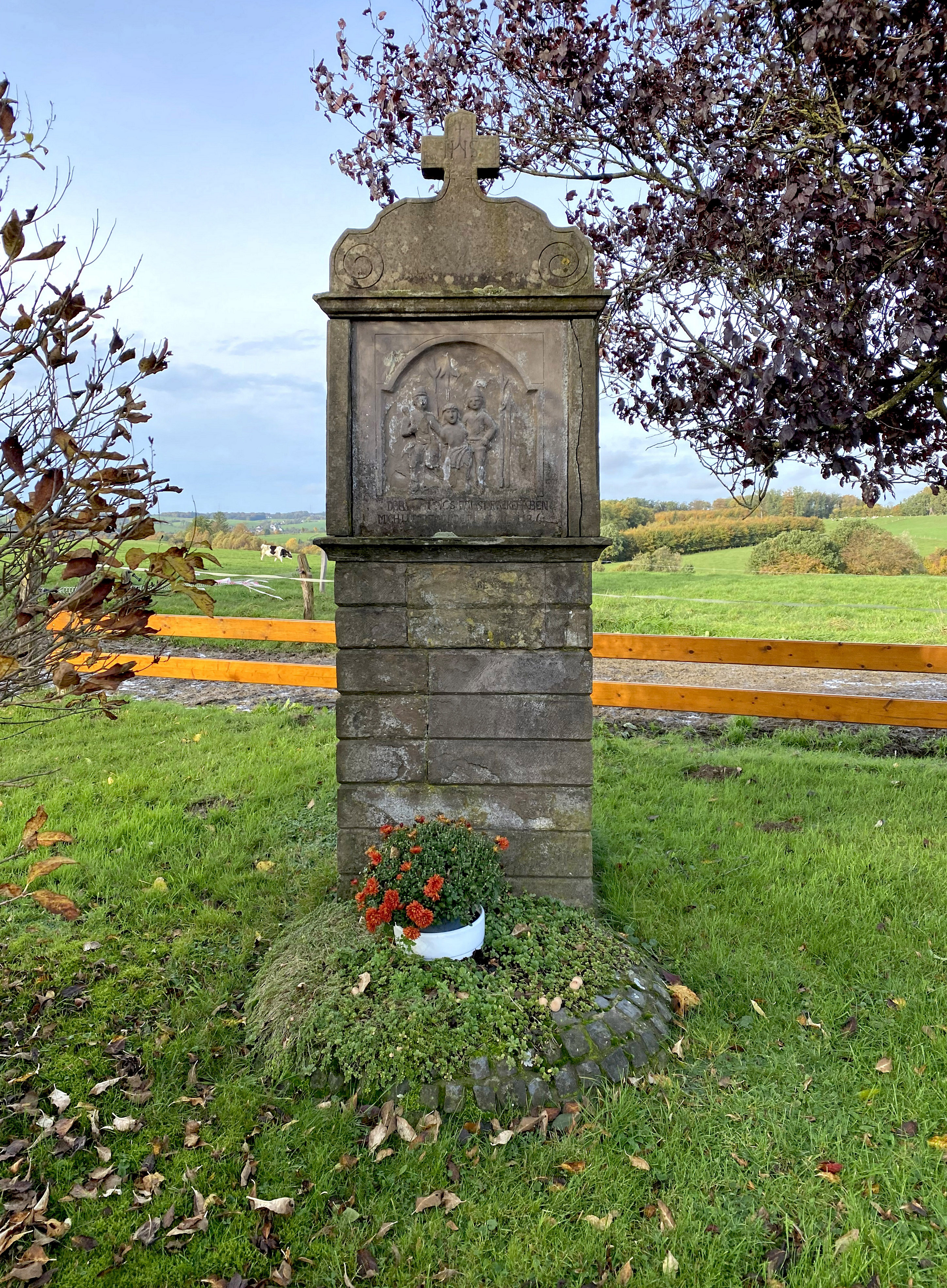
Bildstock (1724)

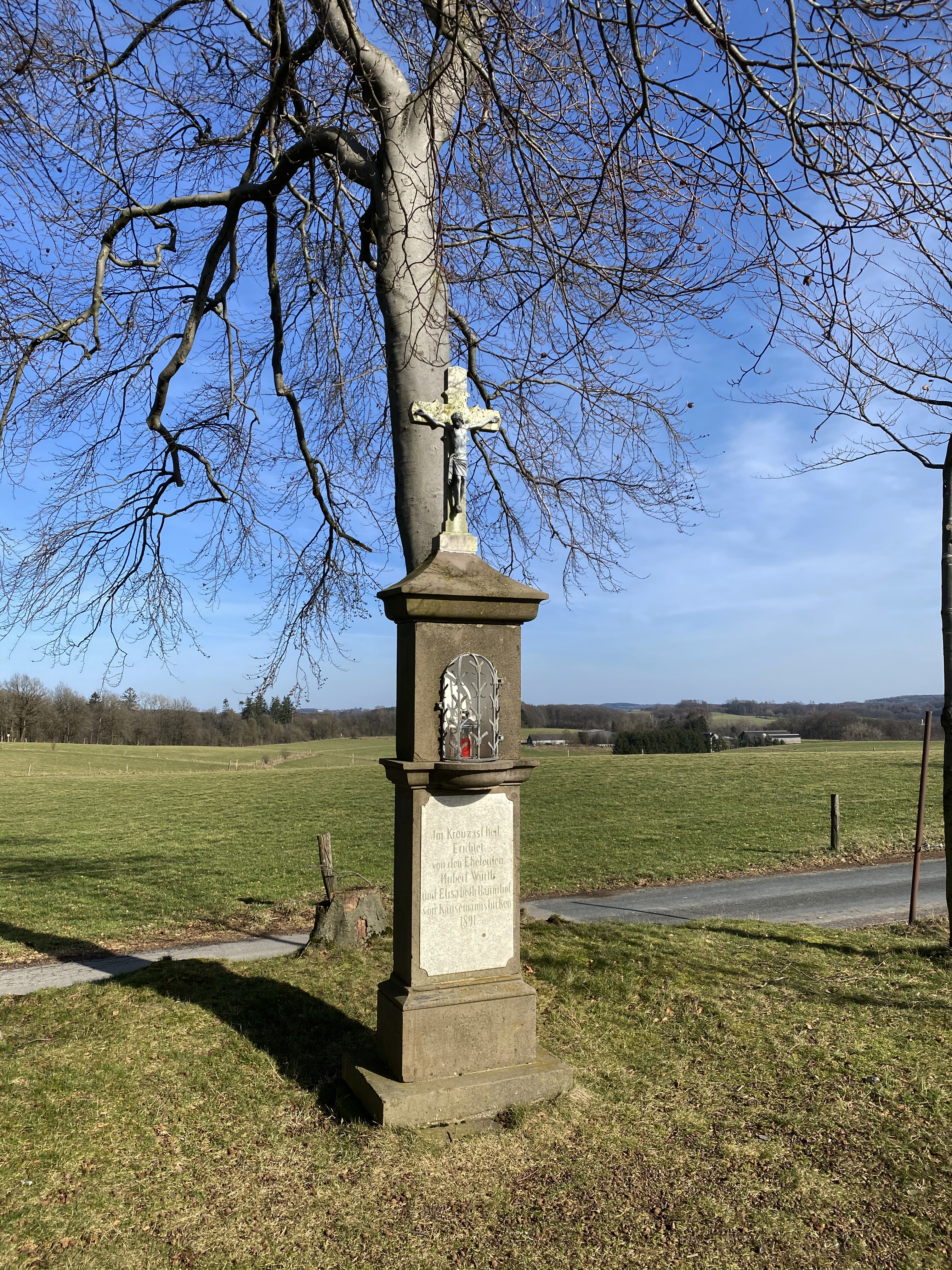
Ommer Kreuz (1891)

Sonnenschein ist eine Hofschaft  von Wipperfürth im Oberbergischen Kreis im Regierungsbezirk Köln in Nordrhein-Westfalen (Deutschland).

## Lage und Beschreibung
Die Hofschaft liegt im Norden von Wipperfürth in 600 m Entfernung zur Neyetalsperre. Nachbarorte sind Ommer, Klitzhaufe, Großblumberg und Berghof. Im Westen entspringt die in die Neye mündende Langenbick und im Osten der in die Wupper fließende Berghofer Bach.
Politisch wird der Ort durch den Direktkandidaten des Wahlbezirks 02 (020) Sanderhöhe und Wolfsiepen im Rat der Stadt Wipperfürth vertreten.

## Geschichte
1484 wird die Hofschaft erstmals unter der Bezeichnung „Sonnenschyn“ in Kirchenrechnungen  der evangelischen Kirchengemeinde Hückeswagen genannt. Auf der Karte Topographia Ducatus Montani aus dem Jahre 1715 ist in „Sonnenschin“ ein Hof eingezeichnet. Die Karte Topographische Aufnahme der Rheinlande von 1825 benennt die Hofschaft bereits mit der heute noch üblichen Bezeichnung „Sonnenschein“ und zeigt auf umgrenztem Hofraum drei getrennt voneinander liegende Grundrisse.
Am Hof Sonnenschein steht ein Bildstock aus dem Jahre 1724, der unter Denkmalschutz steht.
Nördlich der des Hofes steht das denkmalgeschützte "Ommer Kreuz" aus dem Jahr 1891. Ursprünglich stand das Kreuz vermutlich in Kausemannsbirken, welches dem Bau der Neyetalsperre weichen musste. Da das Ommer Kreuz seit 1668 Ziel der Prozession am ersten Samstag nach dem Herz-Jesu-Fest ist, muss es einen Vorgänger an diesem Standort gegeben haben.

## Busverbindungen
Über die Haltestelle Wipperfürth Busbahnhof Sugères-Platz (VRS/OVAG) ist eine Anbindung an den öffentlichen Personennahverkehr gegeben.